# Garbatka-Letnisko (plaats)
Garbatka-Letnisko is een dorp in het Poolse woiwodschap Mazovië, in het district Kozienicki. De plaats maakt deel uit van de gemeente Garbatka-Letnisko en telt 3295 inwoners.